# Babrujsk
Babrujsk (belarusiska: Бабруйск, även ryska: Бобруйск: Bobrujsk), är en stad i Mahiljoŭs voblast i Belarus, längs Berezinafloden. Den hade omkring 217 975 invånare (2016).

## Namn
Namnet Babrujsk kommer av det belarusiska ordet babjor (бабёр) som betyder bäver. Detta eftersom sådana förut var vanliga i Berezinafloden. Bävrar har dock i princip helt försvunnit ifrån området sedan slutet av 1800-talet, på grund av jakt och föroreningar.

## Natur och näringsliv
Babrujsk ligger omgiven av sumpiga skogar vid den segelbara Berezina, där den lilla floden Bobrujka mynnar ut i denna.
Staden är en järnvägsknut med spår till Asipovitjy och Zjlobin samt vägar till Minsk, Homel, Mahiljoŭ, Kalinkavitjy, Slutsk och Rahatjoŭ. Staden har det största sågverket i Belarus, och är också känd maskin-, metall- och kemisk industri.
År 2003 fanns det 34 skolor i staden med över 34 000 elever. Det finns också tre skolor som specialiserar på musik, dans och bildkonst. Utöver dessa finns det en läkarhögskola och flera tekniska högskolor.

## Historia
Staden är en av Belarus äldsta, och i skrift nämndes den för första gången på 1387. Arkeologiska undersökningar har visat att det fanns slaviska bosättningar uppströms längs Berezina från där Babrujsk ligger idag. Då man funnit verktyg och vapen i sten antar man att människor har levt där sedan stenåldern.
Babrujsk anlades på 1600-talet som fästning och var länge Belarus största garnisonsort.
Babrujsk har i alla år haft en stor judisk befolkning. 1939 hade staden 84 107 invånare, därav ungefär hälften judar, en fjärdedel belarusier, resten ryssar och övriga nationaliteter.
1941 invaderades staden av Hitlers trupper. Många judar stannade kvar i staden eftersom de inte trodde att de tyska trupperna skulle attackera civila. Detta ledde till att 20 000 judar sköts ner och begravdes i massgravar. Getton och arbetsläger etablerades i sydvästra delen av staden. 1943 hade samtliga judar i arbetslägren avrättats. De få som lyckades fly gick med i frihetskämpargrupper i den kringliggande skogen och attackerade tyska järnvägstransporter. Det finns ett minnesmärke i Giv'atayim i Israel tillägnat Babrujsks judar.
Den 29 juni 1944 togs staden av Röda armén. Staden låg då i ruiner, och dess folkmängd hade sjunkit från 84 107 år 1939 till 28 352 efter kriget. Staden återuppbyggdes av tusentals arbetare och krigsfångar. Befolkningen växte åter till 96 000 år 1959 och vidare till dagens invånarantal. Stora delar av befolkningsökningen berodde på urbanisering.
I oktober 2007 uttalade sig Belarus auktoritära president Aleksandr Lukasjenko om det "bedrövliga tillståndet i staden Babrujsk" och sa: "Detta är en judisk stad, och judarna bryr sig inte om den plats de bor på. De har förvandlat Babrujsk till en svinstia. Titta på Israel - jag var där och såg det själv... Jag uppmanar judar med pengar att komma tillbaka till Babrujsk." Från att ha utgjort omkring hälften av stadens befolkning år 1939, fanns det år 1999 endast drygt 1000 judar kvar i Babrujsk.

## Sport
- FK Belšina Babrujsk
- Spartak stadion (kapacitet: 3.700)